# 広海軍工廠
広海軍工廠（ひろかいぐんこうしょう）は、日本海軍の主に航空機開発を担った軍需工場（工廠）である。後に航空機部は第11海軍航空廠として独立し、太平洋戦争末期には第11空廠に統合された。

## 沿革
1921年1月15日、広島県賀茂郡広村（現、呉市）に呉海軍工廠広支廠として開設された。第一次世界大戦後の航空兵力の増強に対応するのが目的であった。当初は、航空機部、造機部、機関研究部、会計部が置かれた。
1923年4月1日、広海軍工廠として独立し、総務部、会計部、医務部、航空機部、造機部、機関研究部が置かれた。航空機部と機関研究部は、当時、他の海軍工廠には存在していなかった。1932年、横須賀鎮守府に海軍航空工廠（後の「海軍航空技術廠」）が設置され、海軍の航空機研究・実験部門を集約していくこととなった。1935年4月5日、機関研究部が廃止された。1939年8月1日、罐を除く蒸気機関とその材料の実験を担う機関実験部、そして工作機械実験部を新設した。1942年4月1日、鋳物実験部を設置した。
1941年10月1日に航空機部が独立して、第11海軍航空廠が設置された。太平洋戦争中も生産は拡大していくが、戦局の悪化に伴い、工場疎開が検討されたが、米軍機の空襲を受けるようになり、1945年5月5日の集中爆撃により壊滅的な被害を受け、6月26日に廃止となり第11空廠に吸収された。
跡地のうち大部分は1951年より東洋パルプ（後の王子製紙）の製紙工場となり、現在は王子マテリア呉工場となっている。

## 年譜
- 1921年1月15日 呉海軍工廠広支廠開庁
- 1923年4月1日 広海軍工廠設置
- 1930年8月20日 阿賀と工廠間を結ぶ従業員輸送船が130人を乗せたまま転覆。死者4人[1]
- 1935年4月5日 機関研究部廃止
- 1939年8月1日 機関実験部・工作機械実験部設置
- 1941年10月1日 航空機部が独立、第11海軍航空廠設置
- 1942年4月1日 鋳物実験部設置
- 1945年5月5日 空襲により壊滅的損害
  - 6月26日 廃止され第11空廠に吸収

## 歴代工廠長
※『日本海軍史』第9巻・第10巻の「将官履歴」に基づく。
- 齋藤眞 造機少将：1923年4月1日 - 1923年8月13日
- 宮崎虎吉 機関少将：1923年8月13日 - 1925年4月1日
- 河合俊太郎 少将：1925年4月1日 - 1926年12月1日
- 小倉嘉明 少将：1926年12月1日 - 1927年3月25日
- 上田良武 少将：1927年3月25日 - 1927年12月1日
- 黒田琢磨 少将：1927年12月1日 - 1929年11月30日
- 伊藤孝次 造機中将：1929年11月30日 - 1930年12月1日
- 臼井国 少将：1930年12月1日 - 1931年12月1日
- 小野徳三郎 少将：1931年12月1日 - 1932年11月15日
- 豊田貞次郎 少将：1932年11月15日 - 1934年5月10日
- 山下兼満 少将：1934年5月10日 - 1935年11月15日
- 福間忠戩 造機少将：1935年11月15日 - 1936年12月1日
- 荒木彦弼 主計少将：1936年12月1日 - 1938年11月15日
- 都築伊七 少将：1938年11月15日 - 1939年11月15日
- 広瀬正経 中将：1939年11月15日 - 1940年10月1日
- 渋谷隆太郎 少将：1940年10月1日 - 1941年11月20日
- （兼）鉾立金矢 中将：1941年11月20日 - 1941年12月15日
- 小林義治 少将：1941年12月15日 - 1943年8月20日
- 藤井芳郎 少将：1943年8月20日 - 1944年9月16日
- 時津三郎 少将：1944年9月16日 - 1945年4月20日
- （兼）赤坂功 中将：1945年4月20日 - 1945年6月1日

## 試作航空機
- 陸上攻撃機
  - 九五式陸上攻撃機
- 飛行艇
  - 一五式飛行艇
  - 八九式飛行艇
  - 九〇式一号飛行艇
  - 九一式飛行艇
  - 十四試中型飛行艇（計画中止）